# Théodore Bella
Pour les articles homonymes, voir Bella.
Théodore Bella, plus connu sous le nom de T. Bella, est un homme d'affaires camerounais. 
Il est connu par l'immeuble éponyme, qu'il a construit à Yaoundé, et qui abritait le Prisunic, l'un des premiers magasins commerciaux modernes de la ville, dans les années 1980.

## Biographie

### Enfance, éducation et débuts
Théodore Bella fait  des études primaires à la mission catholique d'Efok. Il poursuivra des études à Yaoundé. Après la classe de 4ᵉ il est admis comme commis de poste. 
En 1960, année de l'indépendance du Cameroun, il acquiert le fonds de commerce d'un expatrié basé à Yaoundé et devient homme d'affaires. Il crée la même année le nom commercial  T. Bella.

### Carrière
Théodore Bella commence sa carrière en lançant une ligne de transports "Cherie Cars" liant Yaoundé à Obala. Premier camerounais à exporter du cacao, il introduit la bureautique au Cameroun en étant représentant d'Olivetti. Il est président de Tarzan d'Obala et est délégué de la chambre de commerce. Il passe un séjour en prison pour des affaires de faux billets.
Théodore Bella a été grand propriétaire de terres à Yaoundé. Il construit en centre-ville un bâtiment en 1979. Cet immeuble portera son nom et abritera, en 1980, le magasin Prisunic, l'un des premiers supermarchés modernes de Yaoundé. L'immeuble donne son nom aux rues environnantes et sert de point d'orientation pour les taxis et autres automobilistes de Yaoundé.
Il meurt à son domicile d'Obala le 04 novembre 2004. Ville dont il était le maire et membre du RDPC. Il est le père d'Armand Bella.